# SeniorenPartij Alkmaar
De SeniorenPartij Alkmaar (SPA) is een lokale ouderenpartij in de Nederlandse gemeente Alkmaar.

## Geschiedenis
De SPA werd opgericht op 16 augustus 2012 door ex-VVD-voorman Arie Epskamp, ex-CDA-raadslid Ank Rademaker en Koos Boersen. Volgens Epskamp was er lokaal geen aandacht voor ouderen. De partij deed mee aan de gemeenteraadsverkiezingen van november 2014, en behaalde daarbij twee zetels. Epskamp werd fractievoorzitter. Ook bij volgende verkiezingen haalde de partij twee zetels.
In 2023 viel het Alkmaarse college van b en w, en werd de SPA voor het eerst betrokken in het college. Epskamp werd wethouder op het gebied van volksgezondheid, met extra aandacht voor ouderen.
Op 2 juni 2025 verlieten beide fractieleden de SPA, vanwege een "onherstelbare vertrouwensbreuk en een onoverbrugbaar verschil van inzicht". Eerder stapten zij al uit het bestuur van de partij.

## Standpunten
Enkele standpunten van de partij bij de verkiezingen van 2022 waren een samenhangend seniorenbeleid, geen belastingverhogingen, meer aanwezigheid van politie en boa's, en meer burgerparticipatie.

## Verkiezingen
De partij heeft bij verschillende verkiezingen de volgende resultaten behaald:
| Jaar | Stemmen | %    | Zetels |
| ---- | ------- | ---- | ------ |
| 2014 | 1.877   | 5,2% | 2 / 39 |
| 2018 | 2.755   | 5,8% | 2 / 39 |
| 2022 | 2.640   | 5,7% | 2 / 39 |